# روب برادلي
روب برادلي (بالإنجليزية: Rob Bradley)‏ هو سياسي أمريكي، ولد في 24 أغسطس 1970 في غرين كوف سبرنغز في الولايات المتحدة. حزبياً، نشط في الحزب الجمهوري. وقد انتخب عضو مجلس ولاية فلوريدا.